# Nihoa crassipes
Espèce
Synonymes
- Idiommata crassipes Rainbow, 1898

Nihoa crassipes est une espèce d'araignées mygalomorphes de la famille des Barychelidae.

## Distribution
Cette espèce est endémique de la province centrale en Papouasie-Nouvelle-Guinée,. Elle se rencontre vers Boirave.

## Description
La carapace du juvénile holotype mesure 8,3 mm de long sur 7,5 mm et l'abdomen 11,2 mm de long sur 7,5 mm.

## Publication originale
- Rainbow, 1898 : Contribution to a knowledge of the arachnidan fauna of British New Guinea. Proceedings of the Linnean Society of New South Wales, vol. 23, p. 328-356 (texte intégral).